# ベルヴィル公園
座標: 北緯48度52分45秒 東経2度18分33秒 / 北緯48.87917度 東経2.30917度
ベルヴィル公園（仏:  parc de Belleville）は、パリの20区にある観賞用庭園である。この公園は、ベルヴィル＝ジュリアン・ラクロア庭園とも呼ばれ、45000平方メートルの面積を有し、ビュット・ショーモン公園とペール・ラシェーズ墓地 の間に位置する。ベルヴィルの丘の斜面にあり、標高108メートルの公園内の最も高いところに整備されたテラスからは、パリ市街を一望することができる。

## 歴史
メロヴィング朝時代、王家の領地であった丘は、長い間、農地であった。そこでは、特にピケット用あるいは若く軽い発泡性ワイン用のブドウが作られていた。1838年まで、コスチュームを身につけてマルディグラが祝われていたが、それは信じられないくらいのどんちゃん騒ぎとあらゆる種類の乱行を伴うものであった。
ベルヴィルの丘は、ナポレオン戦争で、1814年3月30日の血まみれの戦いの舞台となった。この戦いでは、12万人のロシア兵がモントルイユ、ラ・ヴィレット及びラ・シャペルの村々を戦火と流血の場と化した。
19世紀に石膏の採石場が開かれ、季節労働者（夏には自らの農耕地の収穫に戻る）が数多く押し寄せた。  採石場の閉鎖に伴い、一度は非衛生的な地区となったが、20世紀に入り、近代建築を伴う全体的な再生・再開発が行われた。

## 造園・設備
この公園は、1988年に、建築家フランソワ・ドゥブロワと造園家ミシェル・ヴィオレット率いる造園協同組合API によって設計された。1200本の樹木や低木（コナラ、ブナ、 シナノキ、 マロニエ、 クルミなど）が植えられた公園は、パリの街の所産の一つである。 地区の伝統と歴史的活動を取り戻すために、数株のピノ・ムニエ種のブドウが、文化及びかつてここで繰り広げられた祭の記憶として、植えられた。
この公園には、噴水や100メートルにわたって丘を下る小川、1000平方メートルに及ぶ一般公開された芝生もある。
子供のための遊具エリアには、木でできた村や卓球台、青空劇場もある。土壌の不安定性や遊具の不適合性を原因とした長い閉鎖期間後、このエリアは2008年初頭に新たな設備を伴って再開された。
ベルヴィル公園には、見学者に空気の重要性と大気汚染問題に関心を持たせるための生涯教育施設である"maison de l'air"（空気の館）が仮設されている。

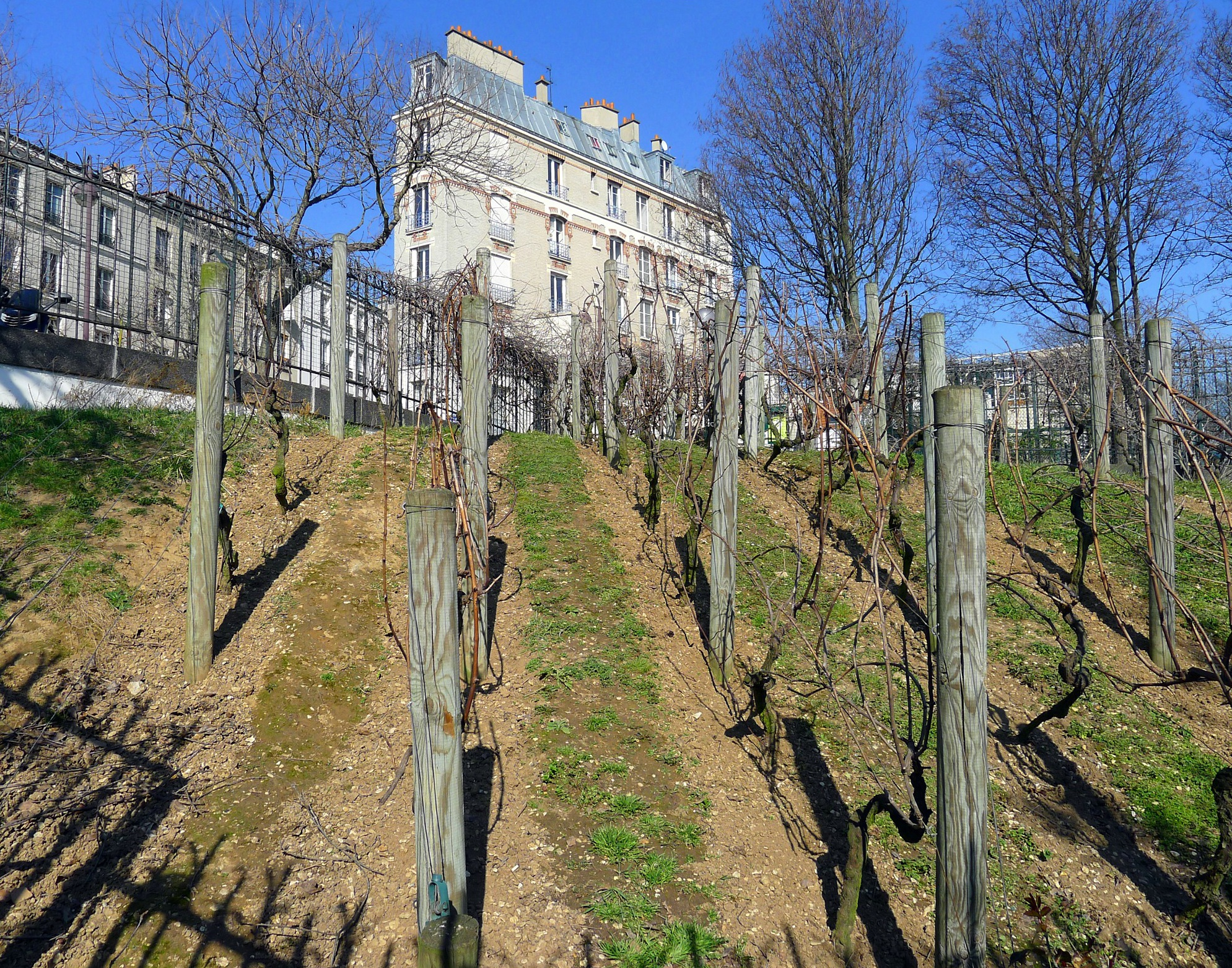
園内のブドウの樹
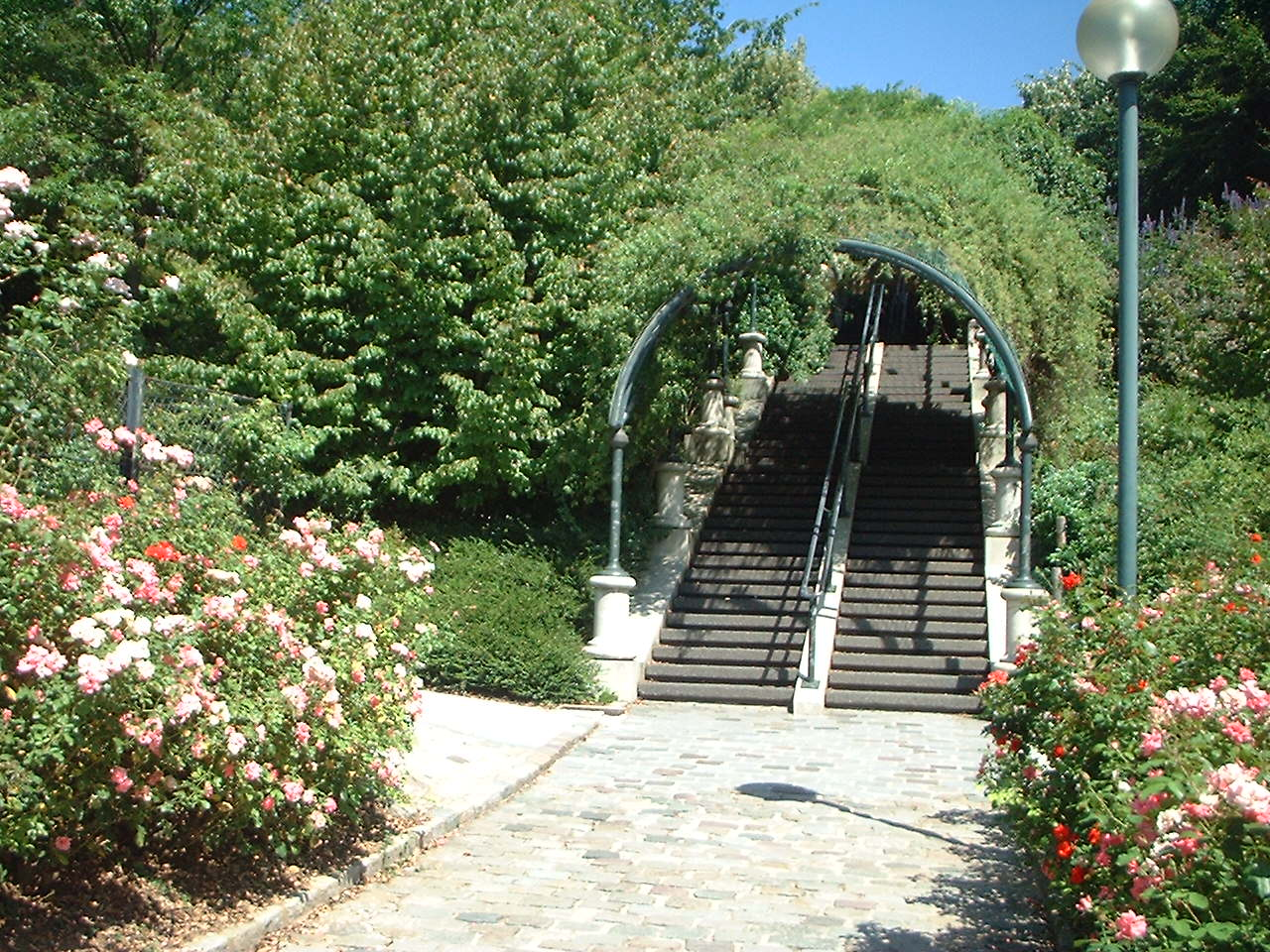
ベルヴィル公園
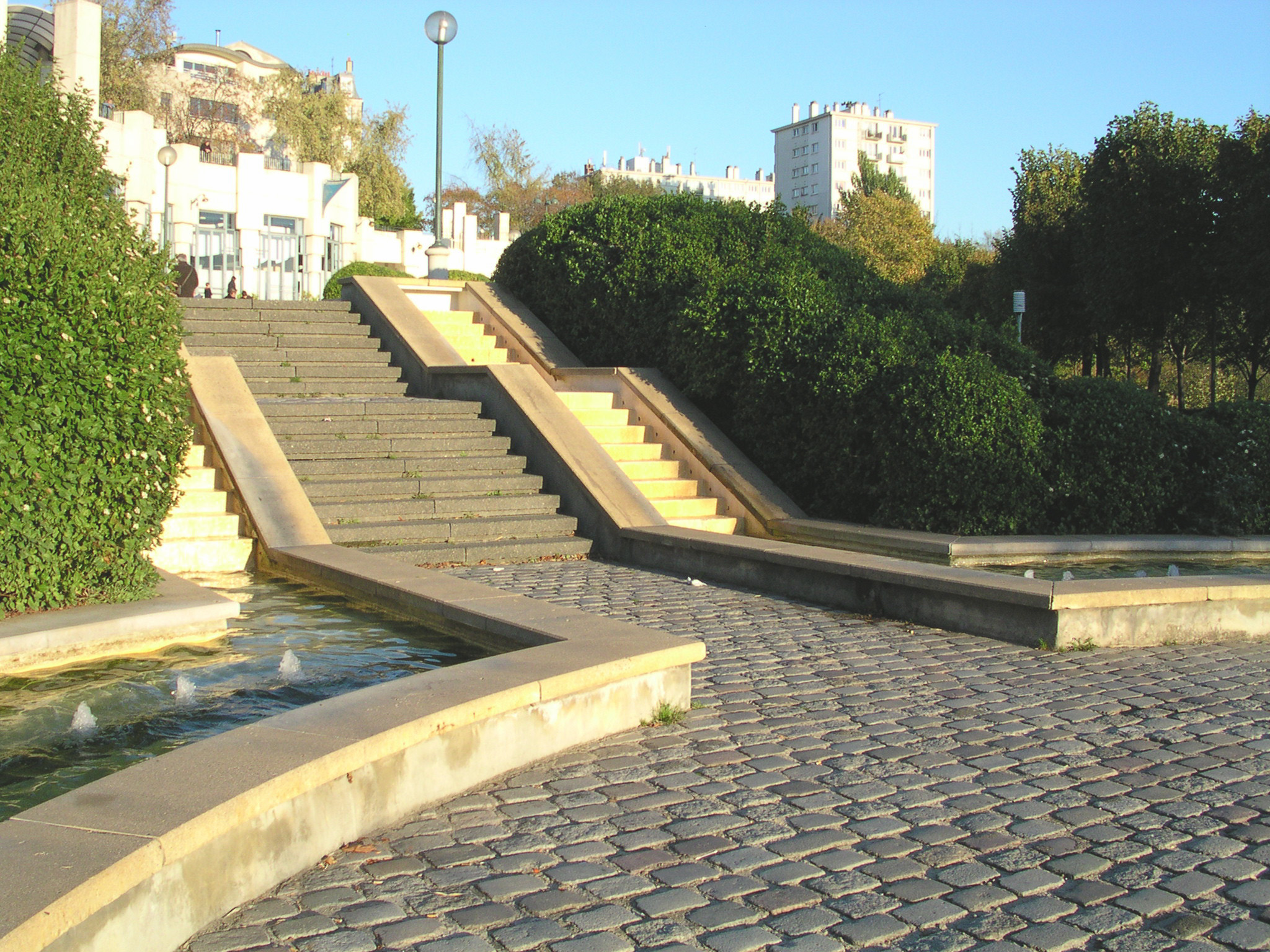
噴水
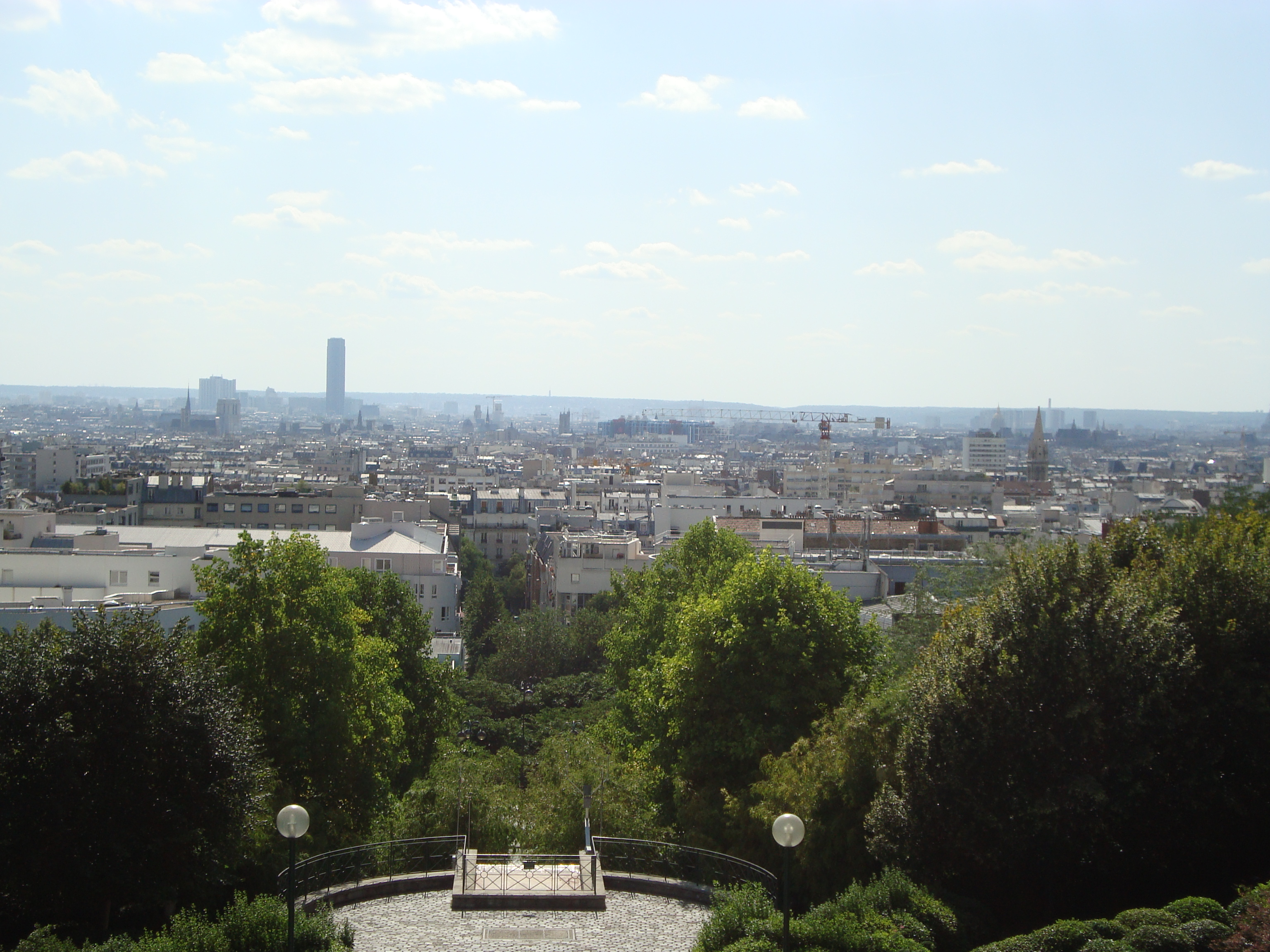
公園の頂上付近からの眺望
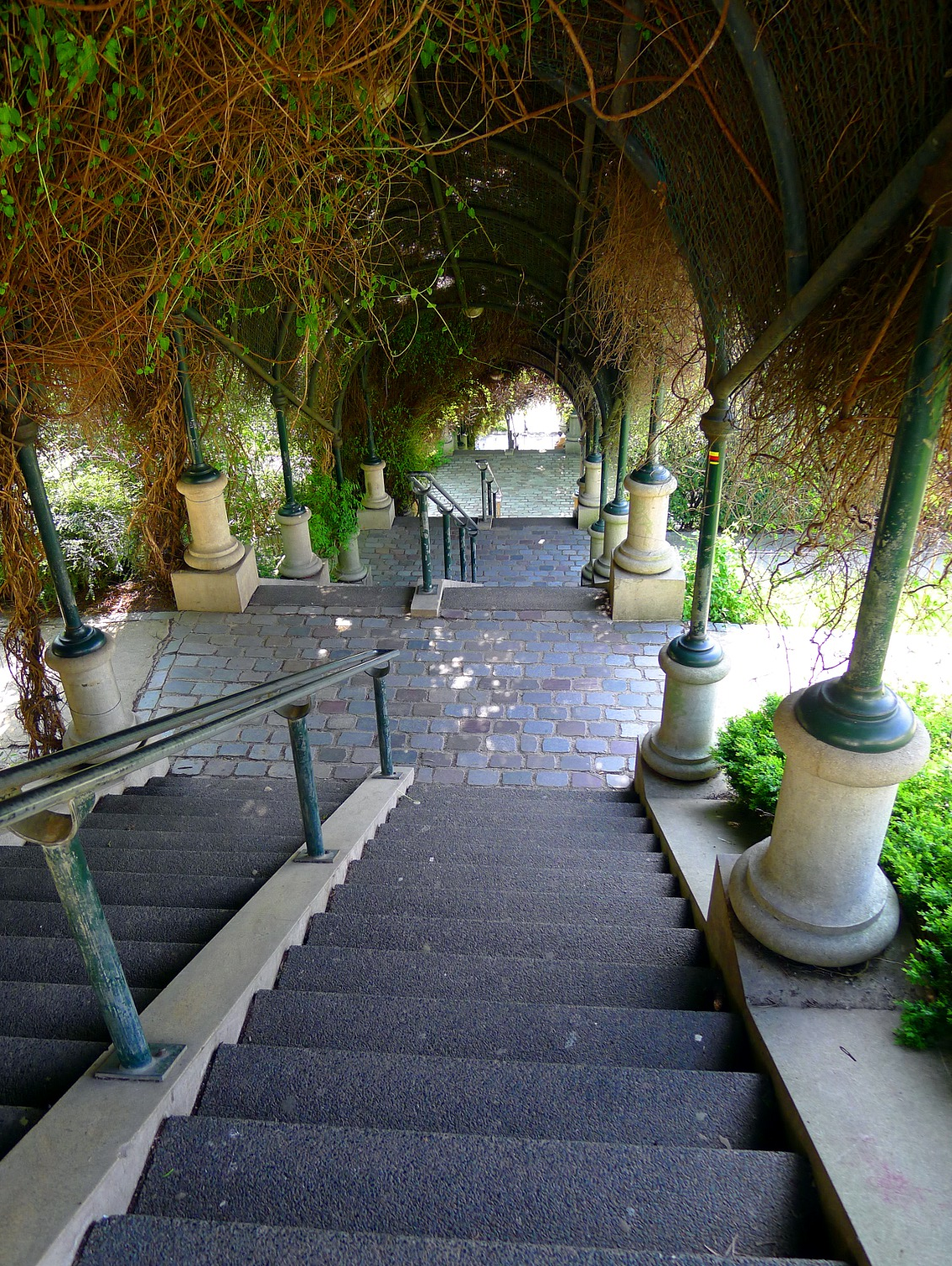
ベルヴィル方面へ下る階段
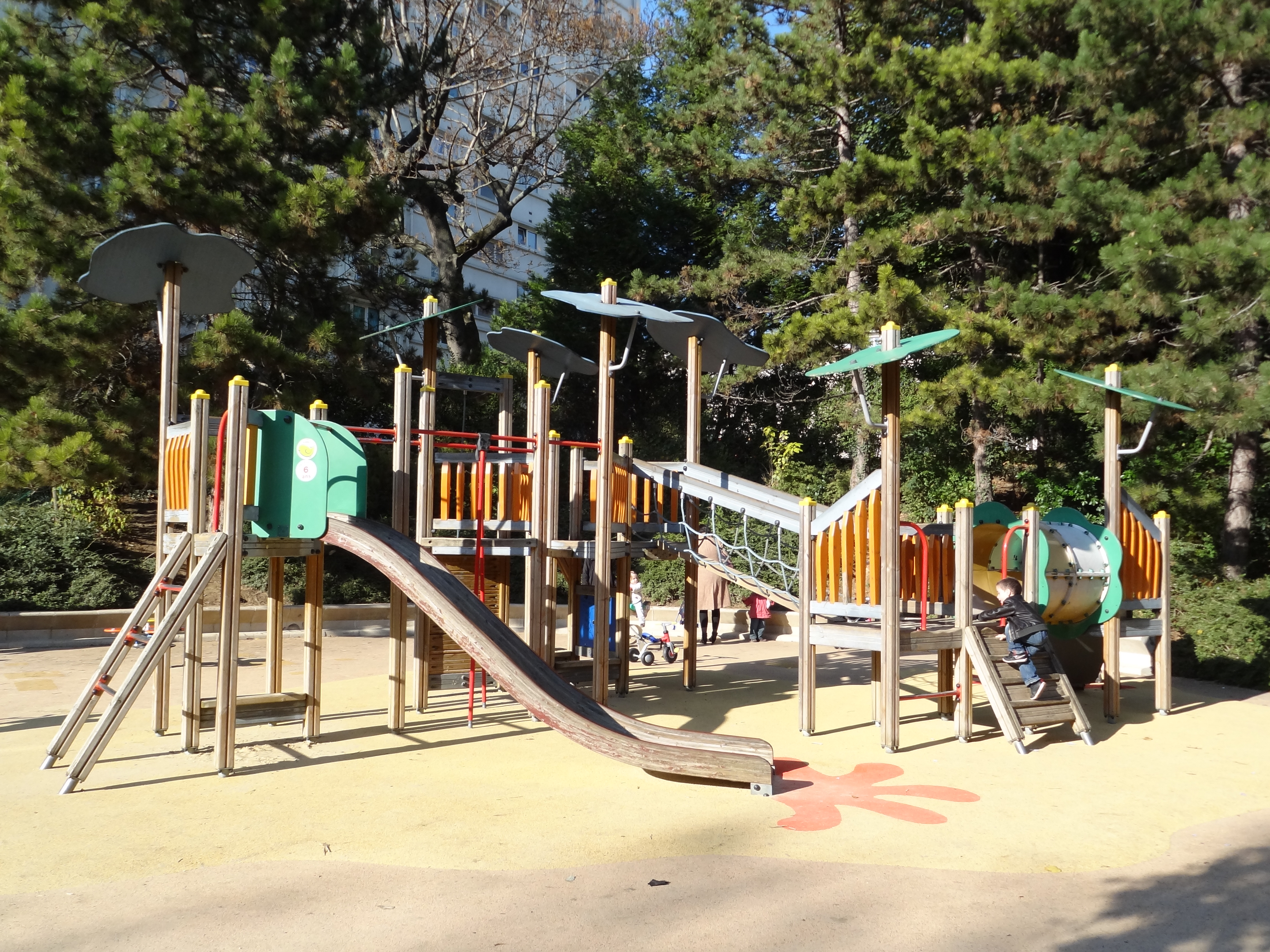
遊具エリア

## 映画
この公園では以下のように多数の映画が撮影された。
- 赤い風船 (映画) (1956)（アルベール・ラモリス ）(公園が開設される前に撮影された。)[3]
- les Keufs (1987)（ジョジアーヌ・バラスコ） (工事中のベルヴィル公園を見ることができる。)
- Les Rendez-vous de Paris(1995)（エリック・ロメール）
- Demi tarif (2003)（イジルド・ル・ベスコ）(公園内の噴水でのシーン)[4] ;
- PARIS (2008)（セドリック・クラピッシュ） (映画の冒頭、ジュリエット・ビノシュが子供たちと公園からパリを眺めている。)[5]

## アクセス
ベルヴィル駅、クロンヌ駅（メトロ2号線）
ベルヴィル駅、ピレネー駅（メトロ11号線）
ピレネー駅で下車すれば、展望台まで上り坂が少ない。